# Pterartoria
Genre
Synonymes
- Pterartoriola Roewer, 1959

Pterartoria est un genre d'araignées aranéomorphes de la famille des Lycosidae.

## Distribution
Les espèces de ce genre se rencontrent en Afrique du Sud et au Lesotho.

## Liste des espèces
Selon World Spider Catalog (version 21.0, 07/07/2020) :
- Pterartoria arbuscula (Purcell, 1903)
- Pterartoria caldaria Purcell, 1903
- Pterartoria cederbergensis Russell-Smith & Roberts, 2017
- Pterartoria confusa Russell-Smith & Roberts, 2017
- Pterartoria fissivittata Purcell, 1903
- Pterartoria flavolimbata Purcell, 1903
- Pterartoria lativittata Purcell, 1903
- Pterartoria polysticta Purcell, 1903
- Pterartoria sagae Purcell, 1903
- Pterartoria subcrucifera Purcell, 1903

## Systématique et taxinomie
Le genre Pterartoriola a été placé en synonymie avec Pterartoria par Russell-Smith et Roberts en 2017.

## Publication originale
- Purcell, 1903 : New South African spiders of the families Migidae, Ctenizidae, Barychelidae Dipluridae, and Lycosidae. Annals of the South African Museum, vol. 3, p. 69-142 (texte intégral).